# Trancefer
Trancefer è un album in studio del compositore tedesco Klaus Schulze, pubblicato nel 1981.
Oltre a segnare una fase di transizione del musicista verso uno stile più personale, Trancefer è uno dei suoi album in studio più brevi (non supera i quaranta minuti di durata).
Nel 2006 venne ristampato con due tracce bonus aggiunte.

## Tracce
Tutti i brani sono stati composti da Klaus Schulze.
1. A Few Minutes After Trancefer – 18:20
2. Silent Running – 18:57
3. A Few Minutes After Trancefer (Version 33 Halfspeed) (Bonus Track) – 18:17
4. Silent Running (Version 45) (Bonus Track) – 19:07

## Formazione[3]
- Klaus Schulze - strumentazione elettronica
- Wolfgang Tiepold - violoncello
- Michael Shrieve - percussioni